# Southern Bight
Die Southern Bight ist ein Teil der südlichen Nordsee zwischen den Küsten der Niederlande, Belgiens und Großbritanniens. Die nördliche Begrenzung ist die Doggerbank. Das Seegebiet wird auch Südwestliche Nordsee genannt. Der Übergang zum Ärmelkanal ist die Straße von Dover.
Abgesehen vom Deep Water Channel, einer bis zu 60 Meter tiefen Depression, die von Norfolk in die Straße von Dover verläuft, ist das gesamte Gebiet weniger als 40 Meter tief und unterseeisch durch zahlreiche Sandbänke geprägt. Wichtige Flüsse, die in die Southern Bight münden, sind die Themse, der Rhein, Maas und Schelde. 
In der Bucht treffen zwei Gezeitenwellen aus dem Atlantik aufeinander: eine massereiche Welle, die von Norden die britische Küste hinabläuft, und eine Welle mit wesentlich weniger Masse, die mit großem Tidenhub den Ärmelkanal durchquert. Beide treffen in der Southern Bight aufeinander und bilden eine Amphidromie vor der Küste Norfolks. Innerhalb der Bucht verläuft im westlichen Teil eine Strömung in südwestlicher, im östlichen eine in nordöstlicher Richtung, die Sedimente und Sandbänke im Lauf der Zeit mit sich tragen. 
Das Wetter in der Bucht ist stark von Westwinden geprägt.    